# جلان كامارا
جلان كامارا (بالفنلندية: Glen Kamara)‏ هو لاعب كرة قدم فنلندي في مركز الوسط، ولد في 28 أكتوبر 1995 في تامبيري في فنلندا. شارك مع منتخب فنلندا تحت 18 سنة لكرة القدم ومنتخب فنلندا تحت 19 سنة لكرة القدم ومنتخب فنلندا تحت 20 سنة لكرة القدم ومنتخب فنلندا تحت 21 سنة لكرة القدم ومنتخب فنلندا لكرة القدم. أما مع النوادي، فقد لعب مع دندي يونايتد وكولتشستر يونايتد ونادي أرسنال ونادي رينجرز ونادي ساوثيند يونايتد.

## وصلات خارجية
- جلان كامارا على موقع الاتحاد الدولي (مؤرشف)  (الإنجليزية)
- جلان كامارا على موقع الاتحاد الأوربي (الإنجليزية)
- جلان كامارا على موقع قاعدة بيانات كرة القدم.إي يو (الإنجليزية)
- جلان كامارا على موقع ناشيونال فوتبول تيمز (الإنجليزية)
- جلان كامارا على موقع Soccerbase.com (لاعب) (الإنجليزية)
- جلان كامارا على موقع Soccerway.com (الإنجليزية)
- جلان كامارا على موقع عالم كرة القدم.نت (الإنجليزية)
- جلان كامارا على موقع AS.com (الإسبانية)